# 불국사 화강암

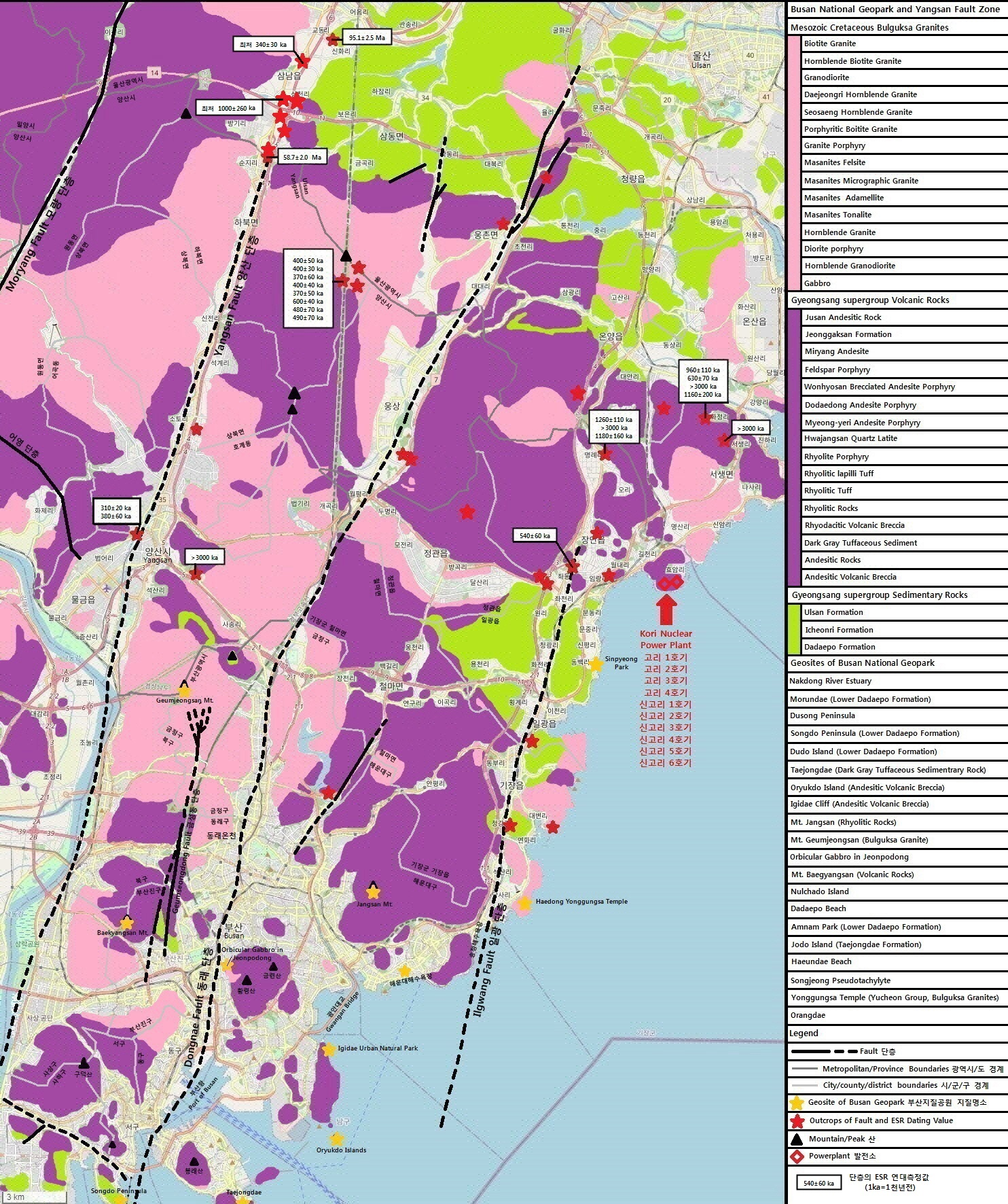
양산시와 부산광역시의 지질. 불국사 화강암류는 경주시와 울주군, 양산시 일대에 분포한다.

불국사 화강암(佛國寺 花崗巖, Bulguksa Granite)은 불국사 조산운동 때 관입하여 생성된 한국의 화강암을 일컫는다. 경주 토함산에서 처음 발견되었다. 대부분 경상 분지에 소규모로 분포하고 있다. 백악기 불국사 화강암류의 분출 및 관입이 백악기 초(120 Ma)에 시작되어 제3기 초까지 단속적으로 진행되었고 이때 한반도와 일본 열도는 인접해 있었으며 마그마의 형성 심도는 180~260 km, 침강하는 해양 지각의 경사는 30°정도이다.

## 같이 보기
- 한국의 지질
- 한국의 화강암
- 대보 화강암
- 불국사